# ¡Hay motivo!
¡Hay motivo! es una serie de 32 cortometrajes producidos en febrero de 2004 y proyectados a partir del 9 de marzo en los que se critican diversos aspectos de la realidad social española y, sobre todo, al gobierno del Partido Popular en distintos temas sociales y políticos. De acuerdo con los propios realizadores, el propósito de esta serie de cortometrajes era propiciar un cambio de gobierno ante las inminentes elecciones generales. Tras los Atentados del 11 de marzo de 2004 se produjo un cortometraje número 33, titulado "Epílogo", dirigido por Diego Galán y narrado por Fernando Fernán Gómez, donde se discutía la gestión informativa de la masacre y su efecto en las elecciones que sucederían 3 días después.

## Contenido
Entre los temas de crítica se encuentra la subida del precio de la vivienda en España, la gestión por parte del gobierno de la crisis que siguió al hundimiento del petrolero Prestige en Galicia, el apoyo del presidente José María Aznar a la invasión de Irak de 2003 o la manipulación de la televisión pública, avalada por la condena judicial al presentador de informativos Alfredo Urdaci, por manipulación informativa en el caso de una huelga general convocada por los sindicatos Comisiones Obreras y UGT.
¡Hay motivo! no se exhibió comercialmente en cines, sino que fue proyectado en universidades y otros lugares que solicitaron expresamente su proyección. También se emitió en canales locales de televisión. Los propios cineastas utilizaron estos canales a fin de difundir la serie tan rápido como les fuera posible, por lo que también animaron a descargar la película por Internet, a través de redes P2P.
El efecto de la película en la opinión pública es difícilmente evaluable, ya que los atentados de Madrid el 11 de marzo de 2004, tan sólo tres días antes de las elecciones, supusieron un cambio demasiado brusco en la sociedad y en la política española.
Finalmente, la película fue estrenada comercialmente el 12 de noviembre de 2004 y proyectada hasta el día 25 del mismo mes, último día de exhibición de la cinta. Apenas 496 espectadores se acercaron al cine para verla (datos del Ministerio de Cultura). La recaudación ascendió a 2.831,40 euros.

### Antecedentes
Uno de los detonantes de la realización de esta cinta fue probablemente la XVII edición de los Premios Goya, celebrada el 1 de febrero de 2003, en la que actores y directores llevaron chapas diciendo "No a la guerra" y convirtieron el acto en un alegato contra la misma.
Otro de los antecedentes fue probablemente el éxito que tuvo la película documental de Michael Moore Bowling for Columbine, que supuso un resurgimiento del género documental.

## Los cortos
1. Libre (Joaquín Oristrell), con Candela Peña y Secun de la Rosa. Radiografía social.
2. El plan hidrológico (Pere Portabella). Protagonizado por Pedro Arrojo Agudo, profesor de Ciencias Físicas
3. La pesadilla (Álvaro del Amo). Desastre de Aznalcóllar.
4. Cerrar los ojos (David Trueba). Sobre la justicia española.
5. ¿Dónde vivimos? (Gracia Querejeta). Problema de la vivienda.
6. La insoportable levedad del carrito de la compra (Isabel Coixet). Los pensionistas y su compra.
7. Soledad (José Ángel Rebolledo). Ancianos que mueren solos en casa.
8. Adopción (Sigfrid Monleón). Discriminación ante este asunto a las parejas homosexuales.
9. Por tu propio bien (Icíar Bollaín). Sobre las complicaciones y sufrimiento de la madre y la criatura en el parto. Protagonizado por Luis Tosar.
10. Adolescentes (Chus Gutiérrez). Plantea el tema del sistema educativo.
11. El club de las mujeres muertas (Víctor Manuel). Videoclip de la canción El club de las mujeres muertas, del cantautor Víctor Manuel, quien debuta como director realizando su propio vídeo musical. Tanto el vídeo como la canción trata el tema de los maltratos a mujeres y la violencia de género.
12. Se vende colegio (Pedro Olea). Es un caso real. Unos padres se quejan de que la Iglesia compró el colegio público (por tanto laico) al que acudían sus hijos y ahora imparten unas enseñanzas religiosas que nada tienen que ver con las anteriores. El problema es que los padres se enteraron de esta venta una vez iniciado el curso académico.
13. Catequesis (Yolanda García Serrano). Pilar Bardem cuenta un cuento, escrito por Juan José Millás, al espectador; el cuento de un cura que abusaba sexualmente de menores y el obispo que lo apoyaba.
14. Las Barranquillas (Víctor García León). La protección social deja a un lado a algunos grupos sociales.
15. Madrid, mon amour (Ana Díez y Bernardo Belzunegui).
16. Por el mar corre la liebre (José Luis Cuerda). En 1993, el entonces presidente del Partido Popular y aspirante a la Moncloa, José María Aznar, lanzaba una advertencia premonitoria: "esas cosas se quedan grabadas en video".
17. Armas de destrucción mediática (Miguel Ángel Díez). El famoso caso Urdaci llevado al cine.
18. Manipulación (Imanol Uribe). La manipulación de los medios de comunicación públicos y privados.
19. Mis treinta euros (Fernando Colomo). A un obrero le deben treinta euros de una obra que fue a inaugurar un representante del gobierno.
20. Doble moral (Juan Diego Botto).
21. Verja (Alfonso Ungría). Refugiados africanos en la valla de Melilla.
22. Español para extranjeros (José Luis García Sánchez).
23. ¿Legalidad? (Daniel Cebrián). Sobre la Base Naval de la Bahía de Guantánamo.
24. Muertos de segunda (El Gran Wyoming). Habla el hermano de José Couso.
25. Yak-42 (Manuel Gómez Pereira).
26. La pelota vasca (fragmentos) (Julio Medem). Sobre el conflicto en el País Vasco generado en torno a la violencia de ETA y la cuestión nacional.
27. Kontrastasum (Versos de Gabriel Celaya) (Mireia Lluch).
28. Cena de capitanes (Pere Joan Ventura). sobre el Desastre del Prestige.
29. Mayday (Manuel Rivas). Chapapote.
30. Técnicas para un golpe de estado (Vicente Aranda).
31. El pasado que te espera (Mariano Barroso). Lista de motivos reales para votar a un partido que apoya la gestión del ejecutivo en la última legislatura
32. La mosca cojonera (Antonio Betancor). Da la cara Ramon Fontserè.
33. Epílogo (Diego Galán).

- Datos: Q249274